# Dechambrophylla
Dechambrophylla är ett släkte av skalbaggar. Dechambrophylla ingår i familjen Melolonthidae.
Kladogram enligt Catalogue of Life:
| Dechambrophylla | \| \| Dechambrophylla longiclava \| \| \| \| \| \| Dechambrophylla werneri \| \| \| \| |
|                 | \| \| Dechambrophylla longiclava \| \| \| \| \| \| Dechambrophylla werneri \| \| \| \| |
|                 | Dechambrophylla longiclava                                                             |
|                 |                                                                                        |
|                 | Dechambrophylla werneri                                                                |
|                 |                                                                                        |